# 유다가와촌
유다가와촌(湯田川村)은 야마가타현 니시타가와군에 있던 촌이다. 현재의 쓰루오카시 중심부의 남서 국도 제345호선 연선에 해당한다.

## 역사
- 1892년 10월 17일 - 다가와촌의 일부(오아자 유다가와, 후지사와)가 분립해 성립하였다.
- 1955년 4월 1일 - 쓰루오카시에 편입, 동일 유다가와촌은 폐지되었다.

## 참고문헌
- 角川日本地名大辞典 6 山形県